# Інґо Штайнгефель
Інґо Штайнгефель (нім. Ingo Steinhöfel, 29 травня 1967) — німецький важкоатлет.
Срібний призер Олімпійських Ігор 1988 року в категорії до 75 кг, учасник 1992, 1996, 2000, 2004 років.